# Gomphocarpus kaessneri
Gomphocarpus kaessneri là một loài thực vật có hoa trong họ La bố ma. Loài này được (N.E.Br.) Goyder & Nicholas mô tả khoa học đầu tiên năm 2001.